# Kamienica zwana Domem Anglików w Charlieu
Kamienica zwana Domem Anglików w Charlieu (fr. Maison dite des Anglais) – kamienica wzniesiona w XIV wieku w Charlieu we Francji. Od 1889 roku posiada status monument historique, w kategorii classé MH (zabytek o znaczeniu krajowym).

## Lokalizacja
Dom jest zlokalizowany na terenie miejscowości Charlieu przy 32 rue Jean Morel w Charlieu, w departamencie Loara, w regionie Auvergne-Rhône-Alpes.

## Opis i historia
Kamienica została wzniesiona w XIV wieku. Gruntownie przebudowana w XV wieku, w szczególności jej fasada, która pierwotnie była szachulcowa, zamieniona następnie na kamienną w stylu renesansowym. W XVII stała się prywatną rezydencją włoskiej rodziny kupieckiej Franceschi. Nazwa budynku pochodzi prawdopodobnie od stacjonującego tu oddziału żołnierzy angielskich dowodzonych przez de Rodrigo w służbie króla Francji.    